# Micropterix completella
Micropterix completella is een vlinder uit de familie van de oermotten (Micropterigidae). De wetenschappelijke naam van de soort is voor het eerst geldig gepubliceerd door Otto Staudinger in 1871.

## Verspreiding en leefgebied
De soort komt voor in Europa.